# Palpator
Palpatorul este un organ (element) de mașină cu funcție de sesizare, urmărire sau/și control prin pipăire (atingere). În funcție de domeniul de lucru sau scopul folosirii, se pot deosebi:
- Palpatori de aparate de măsură și control, care sesizează neregularitățile unei suprafețe și (eventual) le transmit unui traductor de mărimi (măsură).
- Palpatori de contorizare (numărare), care urmăresc de obicei o camă.
- Palpatori de mașini agricole, care urmăresc dispunerea plantelor (rânduri, localizare) în scopul orientării mersului sau comandării funcțiilor mașinii agricole.
- Palpatori de mașini de țesut, care deservesc mecanismele de alimentare automată cu fire ale acestor mașini.